# Arco emale

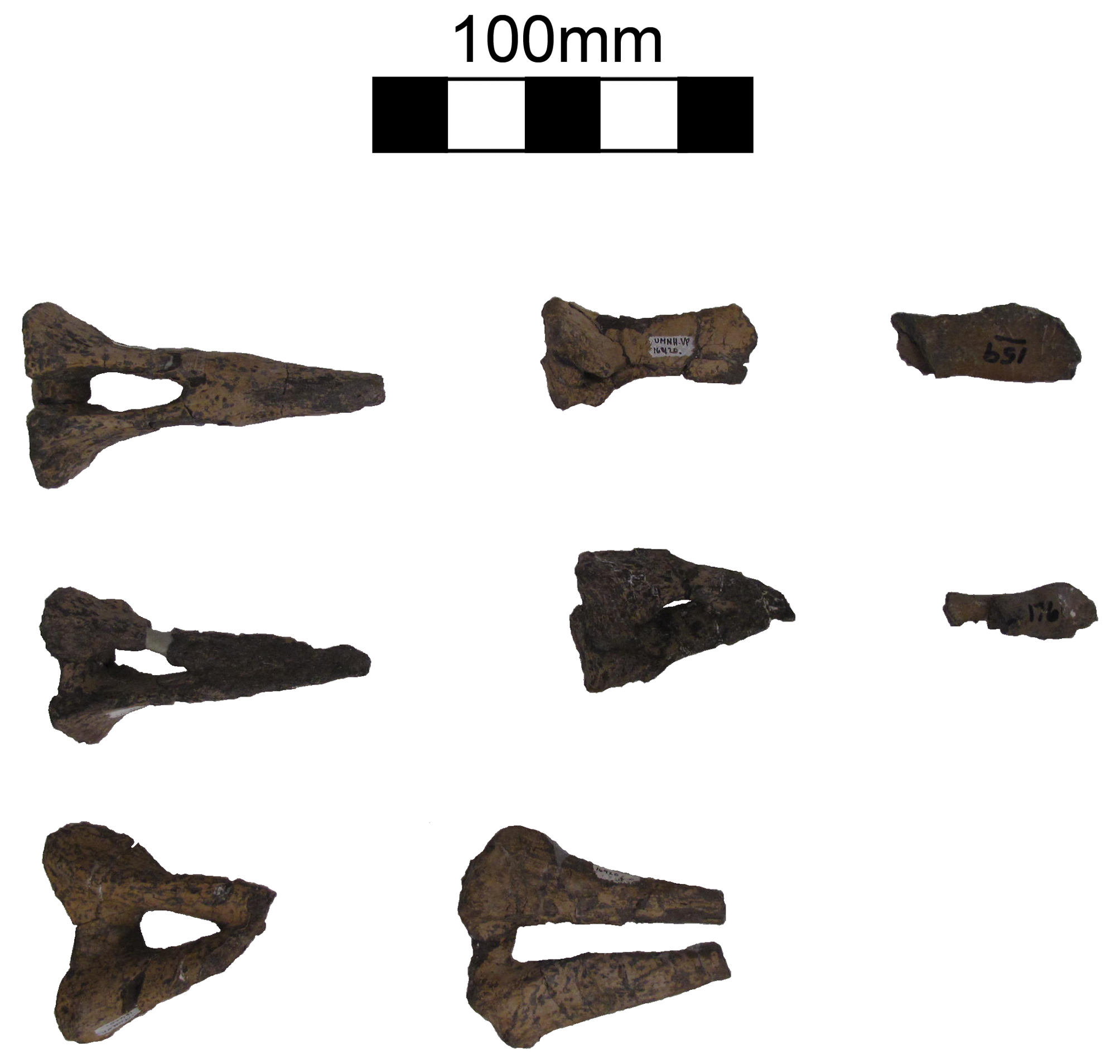
Archi emali di Nothronychus

L'arco emale, noto anche come chevron, è una struttura ossea situata sul lato ventrale delle vertebre caudali dei vertebrati. Lo spazio compreso tra l'arco e il corpo vertebrale, definito canale emale, ospita i vasi sanguigni che servono la coda; il processo spinoso che si estende ventralmente dall'arco prende invece il nome di spina emale. Nei rettili, il muscolo caudofemorale lungo, fondamentale per la locomozione, si inserisce sui lati degli archi emali.
Nel 1956, Alfred Sherwood Romer ipotizzò che la posizione del primo arco emale fosse dimorfica a livello sessuale in coccodrilli e dinosauri. Tuttavia, studi successivi dimostrarono che, nei coccodrilli, dimensioni e posizione di questo primo arco non variano in base al sesso e che nei tirannosauridi non esistono differenze significative. Ne consegue che tali strutture non possono essere usate per distinguere i sessi.
Negli enormi sauropodi, gli archi emali svolgono un ruolo importante nella tassonomia, poiché mostrano un'ampia varietà di forme. Nel 1878, Othniel Marsh coniò il nome Diplodocus per un sauropode caratterizzato da archi emali biforcati, provvisti di un processo anteriore e uno posteriore. Inizialmente si riteneva che i cosiddetti «chevron» biforcuti fossero esclusivi di Diplodocus e dei suoi parenti più stretti, ma oggi sappiamo che erano diffusi in molti sauropodi, mentre i Titanosauriformi tornarono a una conformazione non biforcuta.

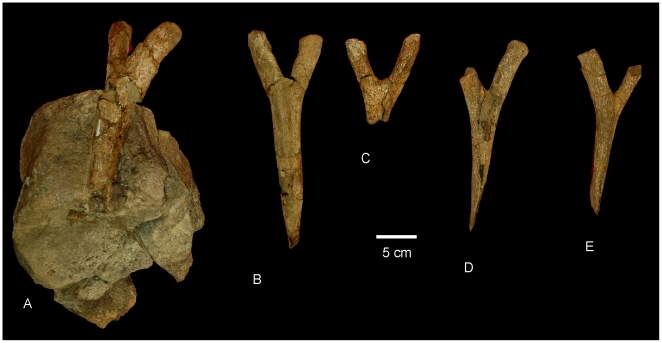
Archi emali di Wintonotitan.
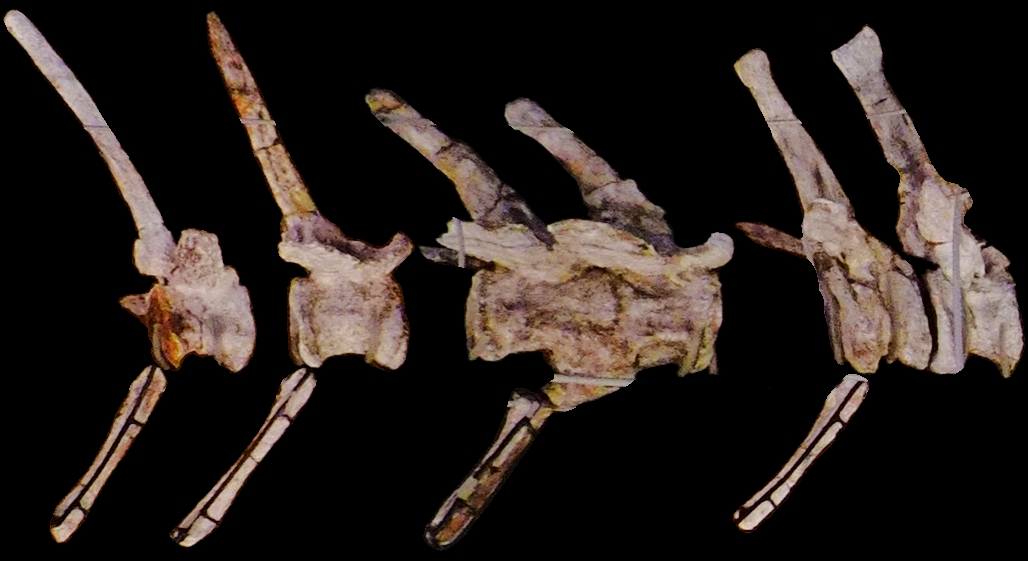
Vertebre caudali di Ichthyovenator.
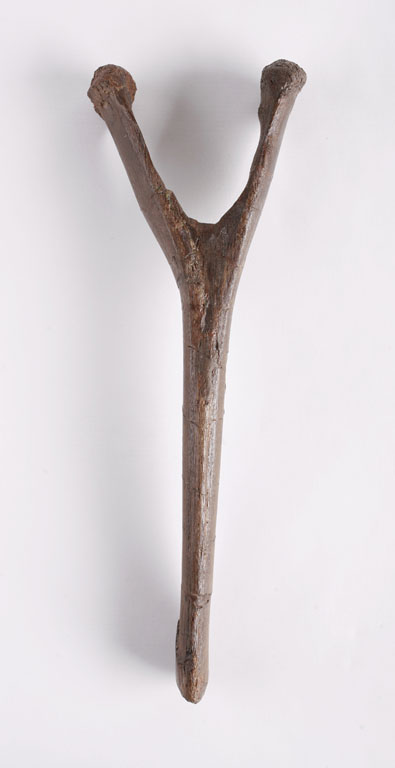
Archi emali di Edmontosaurus.
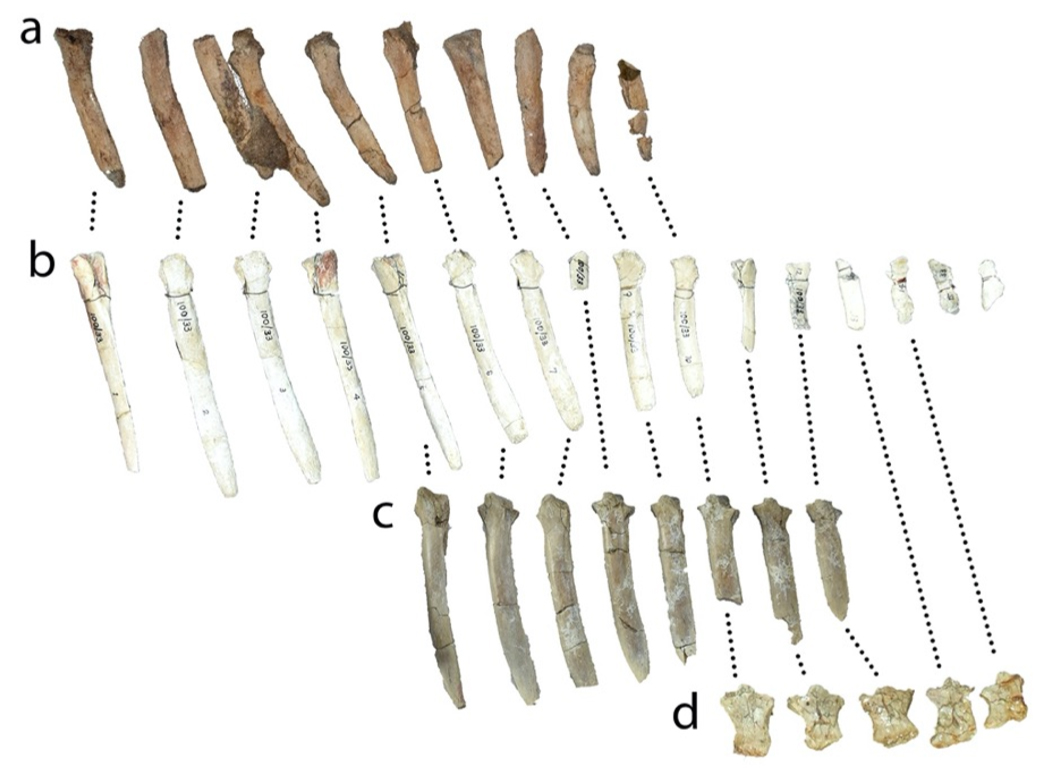
Serie di archi emali di Oksoko e Rinchenia.
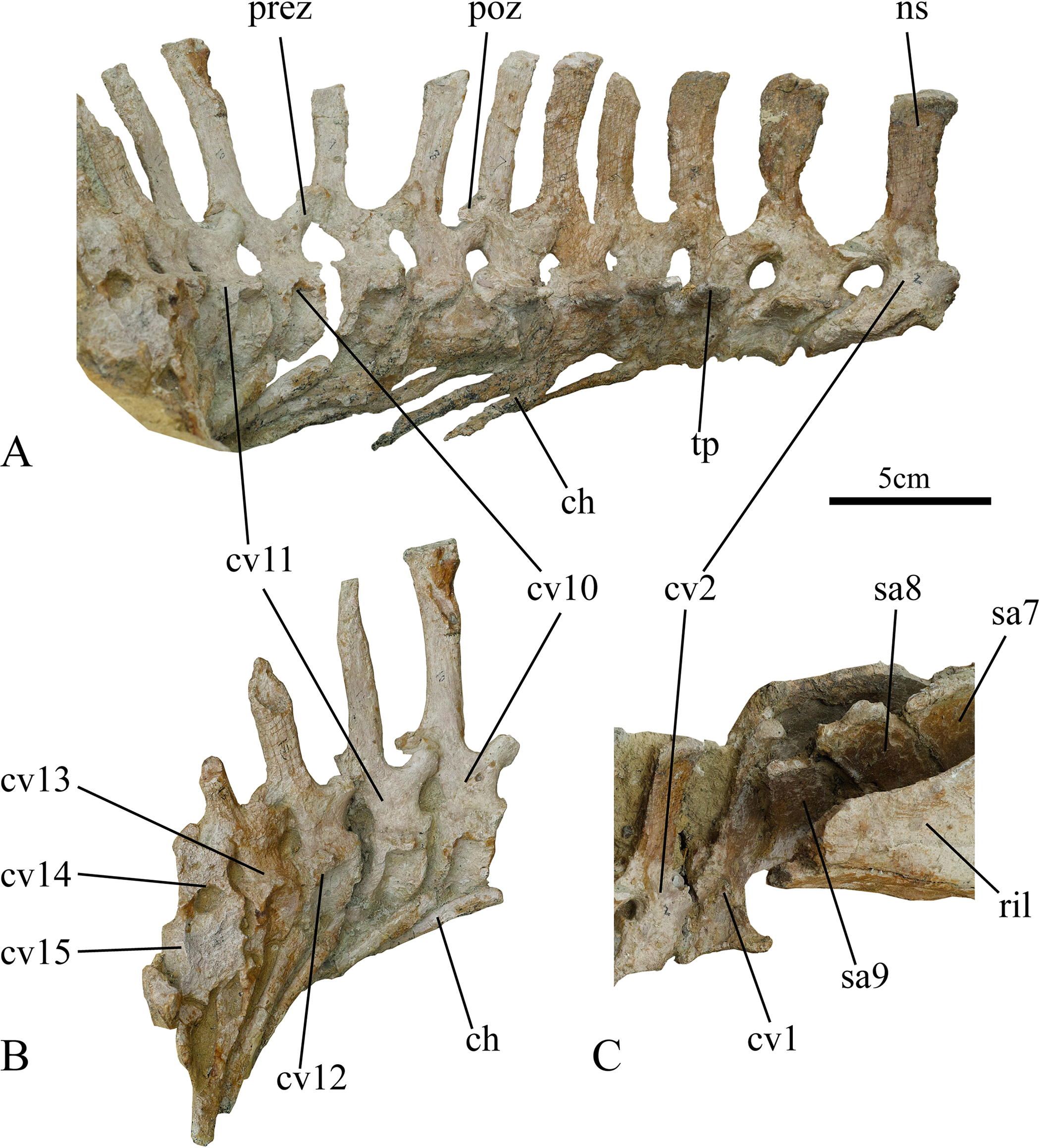
Vertebre caudali di Ischioceratops.